# Mouffok Rachid
Mouffok Rachid, nacido el 27 de enero de 1955 en Batna , es un escultor y pintor de Argelia. Comenzó a esculpir cuando contaba sólo 14 años